# August Klughardt (Farbwissenschaftler)
August Klughardt (* 21. Dezember 1887 in Dessau; † 1970) war ein deutscher Farbwissenschaftler und Hochschullehrer.

## Leben und Wirken
Nach dem Schulbesuch studierte er, promovierte 1911 zum Dr. phil. Er spezialisierte sich auf Optik und Farbenlehre, habilitierte sich 1922, wurde Privatdozent und 1928 außerordentlicher Professor an der Technischen Hochschule Dresden. Besondere Verdienste erwarb er sich u. a. als Leiter der Abteilung Farbforschung am Deutschen Forschungsinstitut für Textilindustrie von 1926 bis 1936.
Ab 1932 war er außerdem als Gerichtlicher Sachverständiger am Reichsgericht Leipzig und von 1942 bis 1945 Direktor der Staatlichen Photofachschule Dresden. Nach dem Zweiten Weltkrieg war er ab 1946 an Forschungsarbeiten im Auftrag des „Komités der Kinematographie beim Volkskommissariat der UdSSR“ beteiligt.
Zum 1. Oktober 1930 war Klughardt der NSDAP beigetreten, hatte die Partei aber September 1932 verlassen. Eine Wiederaufnahme 1933 wurde abgelehnt und erst 1937 konnte Klughardt der Partei wieder beitreten (Mitgliedsnummer 4.953.929).

## Schriften (Auswahl)
- Einige Erscheinungen, die bei der Beugung des Lichtes durch Gitter auftreten. Jena 1911.
- Farbenlehre und Farbmeßtechnik und Glanz und Glanzbestimmung. 1930.
- Agfa-Farbentafeln für Farbenphotographie mit einem Verzeichnis der Farbtafeln. Dresden 1950/54.